# کلام المهدی
کلام المهدی کتابی است که سید محمد مشعشع از بزرگان مذهبی شیعی و مؤسس سلسله مشعشعیان در سال ۸۶۵ ه. ق نگاشته است. سید محمد مشعشع در این کتاب خود را سیدی نایب مناب مهدی (عج) می‌داند و «و هذا السید المناب عن الغائب» تعبیری است که از خود در این کتاب به کار برده است. وی علاوه بر نایب مهدی، خود را «امام امت» هم می‌خواند. محمّد بن فلاّح پیش از این در سال ۸۴۰ق (یکی دو سال پیش از فوت ابن فهد) از جانب امام مهدی ادعای نیابت کرد و به این ترتیب از جانب استاد مرتد اعلام و محکوم به قتل شد.
با توجه به کتاب کلام المهدی، در واقع سید محمد مشعشع اولین بیان‌کننده بحث ولایت فقیه در زمان غیبت امام عصر بود. هم‌اکنون نسخی خطی از این اثر تاریخی مذهبی در کتابخانه مجلس شورای اسلامی نگهداری می‌شود. همچنین میکروفیلمهایی از ان در کتابخانه دانشگاه تهران موجود است.